# Traumtagebuch
Ein Traumtagebuch ist eine in der Regel mit kalendarischen Daten versehene Serie von schriftlichen Aufzeichnungen erinnerter Träume, die einen längeren Zeitraum umfasst. Die Aufzeichnung erfolgt regelmäßig und jeweils zeitnah. Die Praxis, Traumtagebücher zu führen, wurde erst im 20. Jahrhundert zu einem Massenphänomen. Traumtagebücher werden meist im privaten Rahmen verfasst, um Träume leichter zu erinnern und zu deuten. Sie sind aber auch ein wichtiges Instrument der empirischen psychologischen und psychiatrischen Traumforschung und werden zur Unterstützung von Psychotherapien eingesetzt. Da sie das Erinnerungsvermögen an eigene Träume steigern können, werden sie in jüngerer Zeit als Hilfsmittel zur Entwicklung von Wachtraumfähigkeiten empfohlen. Im 20. Jahrhundert erscheint das Traumtagebuch auch als eigenständige literarische Gattung.

## Aufzeichnungsform
Je nach Erfahrung im Führen eines Traumtagebuchs variiert die Form der Aufzeichnung von Erinnerungsfragmenten bis hin zu ausformulierten Erfahrungsberichten. Nicht nur Traumhandlung und Details der Traumlandschaft werden als wichtig erachtet, sondern auch die Stimmungen während des Traums sollten aufgezeichnet werden.
Zur Erinnerung an den Traum empfiehlt es sich, nach dem Aufwachen vorerst still liegenzubleiben und den Traum noch einmal im Kopf durchzugehen, da viele nach einer Bewegung einige Details vergessen. Danach sollte man laut einigen erfahrenen Klarträumern, da die Erinnerung an einen Traum nach dem Erwachen insbesondere bei unerfahrenen Träumern oft stark flüchtig ist, unmittelbar nach dem Erwachen lediglich Stichworte notieren oder ein Tonband bzw. einen MP3-Player mit Aufnahmefunktion benutzen. Durch die Aufzeichnung dieser Abstrakte wird eine spätere Rekonstruktion des Traums vereinfacht. Die Benutzung eines MP3-Players oder eines Diktiergerätes im Dunkeln bietet den Vorteil, für die Aufzeichnung des Traumes nicht gänzlich aufwachen zu müssen.
Das Datum und der Trauminhalt sind wichtige Bestandteile, die oft durch selbstgedeutete Symbolik oder andere Notizen ergänzt werden. Die Priorität liegt auf den Punkten, die von der träumenden Person als wichtig erachtet werden.